# Янович, Ирина Викторовна
Ирина Викторовна Янович (род. 14 июля 1976, Ленинское, Амурская область) — украинская велосипедистка, призёр чемпионатов Европы, Кубка мира 1998 и Олимпийских игр 2000 года.

## Биография
Ирина Янович начала заниматься велоспортом в 15 лет в Кременной, Луганская область, изначально тренировалась под руководством Николая Кошелева, затем — Сергея Базина.
Образование высшее, окончила Луганский государственный педагогический университет. С 1995 года — в Луганской школе высшего спортивного мастерства.
На Олимпиаде в Сиднее Янович во втором полуфинальном заезде в индивидуальной спринтерской гонке уступила россиянке Оксане Гришиной — 2:0 и получила бронзовую медаль. Причём за пять дней до соревнований спортсменка попала в автомобильную аварию и повредила плечо. В своём первом олимпийском старте — гите на 500 м с места — дебютантка Игр Ирина Янович заняла девятое место.
После сиднейского успеха Ирина продолжала тренироваться и выступать. Однако из-за перелома ноги почти полгода не тренировалась и не смогла получить путёвки на Игры в Афины. После этого специалисты поставили крест на её карьере. Три месяца спортсменка работала в налоговой милиции. Однако Янович вернулась в спорт, выиграв гит на 500 м с места и став третьей в спринте на чемпионате Украины, который проходил в октябре 2005 года на львовском велотреке СКА.

### Награды
- Орден княгини Ольги III степени (06.10.2000)[5]